# Conyza x rouyana
Conyza x rouyana é uma espécie de planta com flor pertencente à família Asteraceae. 
A autoridade científica da espécie é Sennen, tendo sido publicada em Bol. Soc. Aragonesa Ci. Nat. iv. 319 (1905); et in Bull. Acad. Geogr. Bot. xviii. 469,hybr..

## Portugal
Trata-se de uma espécie presente no território português, nomeadamente em Portugal Continental e no Arquipélago dos Açores.
Em termos de naturalidade é introduzida nas duas regiões atrás indicadas.

## Protecção
Não se encontra protegida por legislação portuguesa ou da Comunidade Europeia.